# Teatr Grupa Chwilowa
Teatr Grupa Chwilowa to autorski teatr działający od 1976 roku, początkowo przy Chatce Żaka w Lublinie.
Reżyserem wszystkich przedstawień Grupy chwilowej był Krzysztof Borowiec. Teatr prezentował własną twórczość na międzynarodowych festiwalach we Francji, Włoszech, Portugalii, Niemczech, Izraelu, Norwegii i dawnej Czechosłowacji. Był wielokrotnie nagradzany w kraju i za granicą (m.in. na Międzynarodowym Festiwalu Teatralnym w Edynburgu).
Przedstawienia Teatru Grupa Chwilowa (data oznacza datę premiery):
- Gdzie postawić przecinek? (Obrazki) (1975)
- Scenariusz (1976)
- Lepsza przemiana materii (1978)
- Martwa natura (1980)
- Cudowna historia (1983)
- Postój w pustyni (1991)
- Dom nad morzem (1995)
- Album rodzinny (1998)
- Reprint Scenariusz (2003)